# 8403 Minorushimizu
8403 Minorushimizu è un asteroide della fascia principale. Scoperto nel 1994, presenta un'orbita caratterizzata da un semiasse maggiore pari a 3,0017891 UA e da un'eccentricità di 0,0903905, inclinata di 9,49337° rispetto all'eclittica.